# Karin Lindberg
Karin Lindberg (Kalix, 6 oktober 1929 – Örebro, 2 december 2020) was een Zweeds turnster. 
Lindberg werd met de Zweedse ploeg vierde tijdens de Olympische Zomerspelen 1948. Twee jaar later behaalde Lindberg in Bazel de wereldtitel. Twee jaar daarna won Lindberg met haar ploeggenoten de olympische gouden medaille in de landenwedstrijd draagbaar gereedschap. Vier jaar later eindigde Lindberg als tweede op het onderdeel landenwedstrijd draagbaar gereedschap.
Ze werkte later voor het radioprogramma Morgonpasset. Vanuit Stockholm verzorgde ze op zondagochtend de ochtendgymnastiek voor de Zweedse luisteraars en daarna was ze actief voor de turnbond.

## Resultaten

### Olympische Zomerspelen
| Jaar | Plaats    | Resultaten                                                                              |
| ---- | --------- | --------------------------------------------------------------------------------------- |
| 1948 | Londen    | 4e in de landenwedstrijd                                                                |
| 1952 | Helsinki  | in de landenwedstrijd draagbaar gereedschap 4e in de landenwedstrijd 17e in de meerkamp |
| 1956 | Melbourne | in de landenwedstrijd draagbaar gereedschap 8e in de landenwedstrijd 48e in de meerkamp |

### Wereldkampioenschappen turnen
| Jaar | Plaats | Resultaten            |
| ---- | ------ | --------------------- |
| 1950 | Bazel  | in de landenwedstrijd |

1952: Evy Berggren, Vanja Blomberg, Ann-Sofi Colling, Karin Lindberg, Hjördis Nordin, Göta Pettersson, Gun Röring, Ingrid Sandahl ·
1956: Andrea Bodó, Erzsébet Gulyás, Ágnes Keleti, Alíz Kertész, Margit Korondi, Olga Tass